# 만딩카어
만딩카어(Mandinka) 또는 만딩고어(Mandingo)는 기니, 기니비사우 북부, 세네갈 카자망스 지대, 감비아에 걸쳐 분포하는 만딩고족이 쓰는 언어이다. 만데어파에 속하는 만딩어의 서부 방언의 일종으로, 밤바라어와 마닝카어와 가까운 관계이다. 고조와 저조의 두 성조를 가진 성조 언어이며, 다만 세네갈과 감비아 국경지대의 방언은 월로프어의 영향으로 성조가 고저 악센트로 약화되어 있다. 표기에 흔히 라틴 문자나 아랍 문자가 쓰이며, 만딩어 공용의 인공 문자인 응코 문자도 쓰인다.

## 음운

### 닿소리
|                |        | 입술소리 | 치경음 | 후치경음 /경구개음 | 연구개음 | 성문음 |
| -------------- | ------ | -------- | ------ | ------------------ | -------- | ------ |
| 비음           | 비음   | m        | n      | ñ(/ɲ/)             | ŋ        |        |
| 파열음/ 파찰음 | 무성음 |          | t      | c(/tʃ/)            | k        |        |
| 파열음/ 파찰음 | 유성음 | b        | d      | j(/dʒ/)            |          |        |
| 마찰음         | 마찰음 | f        | s      |                    |          | h      |
| 접근음         | 접근음 | w        | l      | y(/j/)             |          |        |

- p와 g는 프랑스어계 외래어에서만 나타난다.
- r은 외래어와 의성어에서만 나타난다. 때로는 모음과 모음 사이의 d에서 변이음으로 나타나기도 한다.

### 홀소리
짧은 소리 5개(a, e, i, o, u)와 긴소리 5개(aa, ee, ii, oo, uu)가 있다.

## 성조
고조와 저조 2개가 있다.

## 같이 보기
- 만딩고족
- 만딩어
- 만데어파